# Scilla
Pour les articles homonymes, voir Scilla (homonymie).
Genre
Classification phylogénétique
Scilla est un genre de plantes herbacées monocotylédones, les scilles véritables.
Il appartient à la famille des Liliaceae selon la classification classique. La classification phylogénétique APG II (2003) place ce genre dans la famille des Hyacinthaceae (ou optionnellement dans celle des  Asparagaceae) ; la classification phylogénétique APG III (2009) le classe dans la famille des Asparagaceae.
Des études récentes utilisant le séquençage de l'ADN ont montré que les espèces classées dans le genre Scilla ont une phylogénie différente. Franz Speta a ainsi proposé de diviser le genre Scilla en Scilla sensu stricto et 16 nouveaux genres,. Ces études montrent par ailleurs que le genre Chionodoxa devrait être inclus dans le genre Scilla sensu stricto. Cette nouvelle classification n'est toutefois pas encore universellement acceptée.

## Espèces
Le nombre d'espèces varie de 30 à environ 80, selon la définition étroite ou large du genre. En 2022, Plants of the World Online accepte les espèces suivantes :

- Scilla achtenii De Wild.
- Scilla africana Borzí & Mattei
- Scilla albanica Turrill
- Scilla albinerve Yildirim & Gemici
- Scilla alinihatiana Aslan & Yildirim
- Scilla amoena L. - Une espèce d'Asie Mineure, introduite en Europe centrale.
- Scilla andria Speta
- Scilla antunesii Engl.
- Scilla arenaria Baker
- Scilla arsusiana Yildirim & Gemici
- Prospero autumnale (L.) Speta (Syn. : Scilla autumnalis L.) - la scille d'automne, espèce miniature à floraison estivale et automnale d'Europe centrale et méridionale ; les feuilles apparaissent après les fleurs.
- Scilla begoniifolia A.Chev.
- Scilla benguellensis Baker
- Scilla berthelotii Webb & Berthel.
- Scilla bifolia L. - La scille à deux feuilles, petite plante bulbeuse printanière, des sous-bois frais, commune dans le centre et l'est de la France, floraison de mars à avril, jusqu'à 1 500 m d'altitude.
- Scilla bilgineri Yildirim
- Scilla bithynica Boiss. - Se rencontre en Roumanie.
- Scilla buekkensis Speta
- Scilla bussei Dammer
- Scilla chlorantha Baker
- Scilla ciliata Baker
- Scilla cilicica Siehe
- Scilla congesta Baker
- Scilla cretica (Boiss. & Heldr.) Speta, syn. Chionodoxa cretica
- Scilla cydonia Speta
- Scilla dimartinoi Brullo & Pavone
- Scilla dualaensis Poelln.
  - Oncostema elongata (Parl.) Speta (Syn. : Scilla elongata Parl.) - un taxon très semblable et souvent considéré comme une forme locale d'Oncostema peruviana, qu'on rencontre en Sardaigne et en Sicile
- Scilla engleri T.Durand & Schinz
- Scilla flaccidula Baker
- Scilla forbesii (Baker) Speta, syn. Chionodoxa forbesii
- Scilla gabunensis Baker
- Scilla gracillima Engl.
- Scilla haemorrhoidalis Webb & Berthel.
- Scilla hildebrandtii Baker
- Scilla huanica Poelln.
  - Oncostema hughii (Tineo ex Guss.) Speta (Syn.: Scilla hughii Tineo ex Guss.) - Un taxon souvent considéré comme une autre forme locale d'Oncostema peruviana, qu'on rencontre également en Sicile.
- Scilla hyacinthoides L. - La scille fausse-jacinthe, espèce méditerranéenne, qu'on rencontre localement en Provence.
- Scilla ingridiae Speta
- Scilla jaegeri K.Krause
- Scilla katendensis De Wild.
- Scilla kladnii Schur
- Scilla kurdistanica Speta
- Scilla lakusicii Šilic
- Scilla latifolia Willd. ex Schult.f.
- Scilla laxiflora Baker
- Scilla ledienii Engl.
- Scilla leepii Speta
- Scilla libanotica Speta
- Scilla lilio-hyacinthus L. - la scille lis-jacinthe, appelée aussi jacinthe des Pyrénées, espèce du sud-ouest de la France et le nord de l'Espagne. Le bulbe écailleux ressemble à celui d'un lis, les feuilles à celles d'une jacinthe
- Scilla litardierei Breistr., syn. Chouardia litardierei, Scilla amethystina, Scilla pratensis, Scilla albanica, Scilla italica - la scille des prés
- Scilla lochiae (Meikle) Speta, syn. Chionodoxa lochiae
- Scilla longistylosa Speta
- Scilla luciliae (Boiss.) Speta, syn. Chionodoxa luciliae
- Scilla lucis Speta
- Scilla madeirensis Menezes
- Scilla melaina Speta
- Scilla merinoi S.Ortiz, Rodr.Oubiña & Izco
- Scilla mesopotamica Speta
- Scilla messeniaca Boiss. - Se rencontre en Grèce.
- Scilla mischtschenkoana Grossh., syn. Scilla tubergeniana
- Scilla monanthos K.Koch
- Scilla monophyllos Link - espèce endémique de la péninsule Ibérique
- Scilla morrisii Meikle
- Scilla nana (Schult. & Schult.f.) Speta, syn. Chionodoxa nana
- Scilla nivalis Boiss.
- Prospero obtusifolium (Poiret) Speta (Syn. : Scilla obtusifolia Poir.) - se rencontre dans les îles de la méditerranée (notamment en Corse).
- Tractema odorata (Link) Speta (Syn. : Scilla odorata Link) - espèce endémique de la péninsule Ibérique
- Scilla oubangluensis Hua
- Scilla paui Lacaita
- Scilla peruviana L. - La scille du Pérou ou jacinthe du Pérou, plante méditerranéenne et de Madère, localement introduite en France, n'a strictement rien de péruvien. Le nom vernaculaire (erroné) vient du nom du bateau (Pérou) via lequel les premiers bulbes de cette espèce ont été importés en Angleterre en provenance d'Espagne.
- Scilla petersii Engl.
- Scilla platyphylla Baker
- Scilla pleiophylla Speta
- Scilla pneumonanthe Speta
- Tractema ramburei (Boiss.) Speta (Syn. : Scilla ramburei Boiss.) - espèce endémique de la péninsule Ibérique
- Scilla reuteri Speta
- Scilla rosenii K.Koch
- Scilla sardensis (Whittall ex Barr & Sugden) Speta, syn. Chionodoxa sardensis
- Scilla schweinfurthii Engl.
- Scilla siberica Andrews - La scille de Sibérie, une espèce d'Europe orientale, naturalisée dans une grande partie de l'Europe.
- Scilla simiarum Baker
- Scilla sodalicia N.E.Br.
- Scilla subnivalis (Halácsy) Speta
- Scilla tayloriana Rendle
- Scilla textilis Rendle
- Scilla uyuiensis Rendle.
- Scilla vardaria Yildirim & Gemici
- Scilla verdickii De Wild.
- Scilla verna Huds. - La scille de printemps, espèce atlantique qu'on rencontre aussi dans les Pyrénées.
- Scilla villosa Desf.
- Scilla vindobonensis Speta
- Scilla voethorum Speta
- Scilla welwitschii Poelln.
- Scilla werneri De Wild.